# Ferdinanda Flossmann
Ferdinanda Flossmann (* 12. März 1888 in Haugsdorf, Niederösterreich; † 13. Juli 1964 in Linz) war eine österreichische Politikerin (Sozialdemokratische Partei Österreichs).
Ferdinanda Flossmann besuchte nach der Volks- und Bürgerschule die Handelsschule und einen einjährigen Kurs für den Post- und Telegraphendienst. Beruflich war sie tätig als Postbedienstete, Angestellte bei verschiedenen Versicherungsanstalten (Phönix und Donau) und als Beamtin des Rechnungs-Departements II.
Politisch engagierte sie sich in der Sozialdemokratischen Arbeiterpartei. Sie war von 1925 bis 1931 Abgeordnete zum Oberösterreichischen Landtag und von 1930 bis 1934 Abgeordnete zum Österreichischen Nationalrat. In den Jahren 1934, 1935, 1937, 1939, 1940 und 1944 wurde sie zu politischen Freiheitsstrafen verurteilt. Nach dem Zweiten Weltkrieg wurde sie wieder in den Nationalrat gewählt, dem sie von 1945 bis 1959 angehörte. Sie war Mitglied des Parteivorstandes der SPÖ und Vorsitzende des ARBÖ.